# 福井工業高等專門學校
福井工業高等專門學校（National Institute of Technology, Fukui College），日本國立高等專門學校之一。

## 簡介
一所位於福井縣的日本國立高等專門學校。簡稱福井高專，創設於1965年。

## 教育組織

### 本科（副學士課程）
- 機械工學科
- 物質工學科
- 電氣電子工學科
- 電子情報工學科
- 環境都市工學科

### 專攻科（學士課程）
- 生產系統工學專攻
- 環境系統工学專攻[2]

## 外部連結
- 福井工業高等專門學校 （页面存档备份，存于）